# Andrés Gandarias
Andrés Gandarias Albizu (Ibarruri, 24 aprile 1943 – Durango, 27 maggio 2018) è stato un ciclista su strada e dirigente sportivo spagnolo di origine basca, con caratteristiche di scalatore. Professionista dal 1968 al 1978, vinse una tappa al Giro d'Italia.

## Carriera
Passato professionista nel 1968 con la maglia della KAS-Kaskol, già al primo anno dimostra buone doti classificandosi 19º alla Vuelta a España e nono al Tour de France. Nel 1969 prende nuovamente parte al Tour de France e, dopo essersi classificato secondo nelle tappe di Thonon les Bains, dietro a Michele Dancelli, e di Aubagne, dietro Felice Gimondi, termina al quinto posto nella classifica finale.
L'anno seguente partecipa prima alla Vuelta classificandosi 15º e poi ancora una volta al Tour de France dove si classifica 20º nella generale e si toglie la soddisfazione di transitare per primo sul leggendario Tourmalet. Finisce anche secondo dietro Eddy Merckx nella classifica della maglia a pois di miglior scalatore.
Negli anni successivi si dedica principalmente al lavoro di gregario: tra i suoi capitani più famosi ricordiamo José Manuel Fuente e Joaquim Agostinho. Nel 1971 termina al secondo posto nel campionato nazionale spagnolo su strada battuto da Eduardo Castello. Nel 1976 al Giro d'Italia vive la giornata più importante della carriera, aggiudicandosi dopo una lunga fuga la 19ª tappa, con partenza da Longarone e arrivo alle Torri del Vajolet, dove passa per primo anche sulla Cima Coppi della corsa, fissata al Passo Sella.
Conclude la carriera agonistica nel 1978 dopo aver militato nelle squadre spagnole KAS-Kaskol, Werner, De Kova-Lejeune, La Casera-Peña Bahamontes, Monteverde-Sanson, Teka e Novostil-Helios.

## Palmarès
- 1975 (Monteverde - Sanson, tre vittorie)

3ª tappa, 2ª semitappa Vuelta al País Vasco (Irache > Logroño
2ª tappa Vuelta a Cantabria (Santander > Rifugio Gardeccia)
Classifica generale Vuelta a Cantabria
- 1976 (Teka, una vittoria)

19ª tappa Giro d'Italia (Longarone > Torri del Vajolet)

#### Altri successi
- 1969 (Kas - Kaskol)

Criterium di Basauri

## Piazzamenti

### Grandi Giri
- Giro d'Italia:

1971: 31º
1976: 52º
- Tour de France

1968: 9º
1969: 5º
1970: 20º
1971: ritirato (14ª tappa)
1973: ritirato (14ª tappa)
1977: 44º
- Vuelta a España:

1968: 19º
1969: ritirato (14ª tappa)
1970: 15º
1975: 26º
1976: 35º
1977: 32º
1978: 16º

### Classiche monumento
- Milano-Sanremo

1969: 67º
1972: 54º

### Competizioni mondiali
- Campionato del mondo

Imola 1968 - In linea: ritirato
Leicester 1970 - In linea: 49º
San Cristóbal 1977 - In linea: ritirato